# Prosopocera gaucheti
Prosopocera gaucheti là một loài bọ cánh cứng trong họ Cerambycidae.